# 越共和越南人民军在越南战争中的恐怖活动
越共和越南人民军在越南战争中的恐怖活动是指越共(VC)和越南人民军(PAVN)在越南战争期间策划实施的谋杀、绑架、折磨、恐吓活动。其目的是恐吓民众、消灭异己、削弱南越政府官员的士气并促进越共的税收和宣传工作。1954年至1975年期间被越南人民军杀害的南越平民总数估计在106000至227000人之间。:2–63

## 概述
越共和越南人民军袭击村落并意图杀害男人、妇女、儿童、散布恐慌和不安感，皆是为了给当地百姓证明南越政府无法保护他们的生命财产安全。:270–9 在战争初期，暗杀和类似的活动是通过越共的“特殊活动小组”组织的，随着冲突的持续，越共开始扩大安全部门，到1970年，越共安全部门估计有25000人。 除了有目标的谋杀和绑架外，越共和越南人民军经常向难民营发射迫击炮，并在村民经常进出的公路上埋设地雷。一些地雷被设置为只在一辆重型车辆（主要以民用公共汽车为目标）通过时爆炸，还有另一种恐怖手段是用122毫米火箭弹随意炮击主要城市。:278–90但是，这种大规模的恐怖活动很少受到西方记者的关注，而记者则喜欢专注于报道这场战争的常规冲突方面。:270–9 一些由越共和越南人民军制造的知名恐怖事件分别有达山村屠杀、戊申顺化屠杀、山茶屠杀和清美屠杀。
| 年份   | 死亡人数 | 绑架人数 |
| ------ | -------- | -------- |
| 1964年 | 1,795人  | 9,554人  |
| 1965年 | 1,900人  | 无数据   |
| 1966年 | 1,732人  | 3,810人  |
| 1967年 | 3,706人  | 5,369人  |
| 1968年 | 5,389人  | 8,759人  |
| 1969年 | 6,202人  | 6,289人  |
| 1970年 | 5,947人  | 6,931人  |
| 1971年 | 3,391人  | 4,788人  |
| 总计   | 30,062人 | 45,500人 |

恐怖活动还可以通过游击、狙击、偷袭、诱雷等方式故意造成越南共和国军和美军的人员伤亡以激怒他们对村庄或村民的报复，美军和越南共和国军对无辜百姓的报复可能正中下怀成为越共的宣传，这样的宣传有助于帮助动员民众或使其变得更加激进。 1965年，《基督教科学箴言报》(Christian Science Monitor)一篇由日本记者冈隆(Takashi Oka)撰写的文章详细介绍了越共的恐怖活动：“越共进入村庄后向当地民众介绍革命并让他们也支持革命，随后越共就将此村庄的消息散播到越南共和国首都西贡，称他们是共产主义村。第二天，美军战机就会对这个疑似支持共产主义革命的村庄进行轰炸，如果轰炸行动中造成当地村庄的天主教教堂损毁，越共就会告诉但当地幸存的村民说美帝国主义者的恶毒和背信弃义。”但有时候，这种方法会适得其反，村民们会将美军给他们带来的伤亡归咎于越共的游击和破坏行为。
1960年12月，南越政府向国际管制委员会报告中说明，越共在这一年中摧毁或损坏了284座桥梁，烧毁了60个医疗救助站，并通过摧毁学校使大约25 000名儿童无法正常上学。:94 1961年10月，美国国务院的一项研究评估称越共每月会造成1500名南越平民死亡。:941964年10月，驻西贡的美国官员报告称，从1964年1月到10月，越共杀害了429名越南当地官员，另外还绑架了482人。:98 1965年6月，南越官员报告称，与5月和4月相比，6月农村官员被暗杀和绑架的比率增加了一倍，有224名官员被杀害或绑架。:98 1967年5月11日，越南卫生部长陈文禄(Dr. Tran Van Lu-Y)博士在日内瓦向世界卫生组织报告称，在过去的十年里，越共造成南越200多名医生和医务工作者受害，他的工作人员中就有211人被杀害或绑架，越共还造成174家诊所、产院和医院被毁，40辆救护车被地雷或机关枪射中。:105 到1969年，每周有近250名平民被谋杀或绑架。根据1973年美国国防部的评估，从1967年到1972年，VC/PAVN恐怖活动小组犯下了超过36,000起谋杀和近58,000起绑架事件。1968-72年的统计数据显示，“80%左右的恐怖主义受害者都是普通平民，只有20%左右是政府官员、警察、自卫队成员或高级管理人员。”:273
越共和越南人民军发言人始终否认使用了恐怖战术。他们认为，在他们临时占领顺化后发现的万人坑是由当地义愤填膺的民众自发行动造成的。 但在越共的官方文件中，对敌人使用恐怖战术显然是被鼓励和支持的。1965年5月17日，越南劳动党南方局（COSVN）安全办公室的一份备忘录中则纪录：“嘉定省党委安全主管阮才指示位于西贡的暴徒利用一切机会刺杀敌方领导层，并要随时随刻强化政治进攻，目的是在敌人队伍中传播恐惧和混乱。” 1969年7月发布的越南劳动党南方局第9号决议指出:“自由地使用恐怖主义来削弱和摧毁地方政府是政治斗争的重要组成部分，加强政党机构，改变民众信仰，侵蚀南越政府对当地的控制和影响，并彻底削弱越南共和国军的力量。”
鲁道夫·拉梅尔估计，越共和越南人民军部队在1954年至1975年期间杀死了大约16.4万名平民，死亡人数范围在10.6万至22.7万之间。拉梅尔估计包括17000名南越公务员被处决。此外，1967年至1972年期间，至少有36,000名南越平民因各种原因被处决。 1985年，托马斯·塞耶认为在1965年到1972年间越共处决了33052名南越村官和公务员。 阿米·佩达祖尔在2006年写道：“越共恐怖主义活动的总体规模和杀伤力超过了20世纪后三分之一时期的所有恐怖主义活动。”

## 部分袭击和恐怖活动列表
以下是越共和越南人民军所制造的部分袭击和恐怖活动列表。:93–115

### 1960年
- 2月2日：越共洗劫并烧毁了西宁省福盛的佛教寺庙。他们用刀刺死了试图阻止他们的17岁的潘文玉（Phan Van Ngoc）。
- 4月22日：大约30名越共袭击了安川省Thoi Long，并试图绑架一名农民，还枪杀了一名16岁的男孩。
- 8月2日：越共在豐盈省Rau Ran的一所学校处决了两名男子。
- 9月24日：越共洗劫了安江省An Lac的一所学校。
- 9月28日：越共军队拦截了一辆载有崑嵩教区的Hoang Ngoc Minh神父的汽车并杀死了他，同时还造成他两名开车的侄子重伤。
- 9月30日：现年67岁来自隆安省龙池的Truong Van Dang被带到“人民法庭”判处死刑，原因是越共要求他将他购买的两公顷稻田转让给另一个农民，但随后遭到他的拒绝。“审判”结束后，他被带到自己的稻田里枪决。
- 12月6日：越共炸毁了西贡高尔夫俱乐部的厨房，造成一名越南帮厨人员死亡，两名越南厨师受伤。

### 1961年
- 3月22日：一辆载有20名女性的卡车在西贡至头顿市的路上被路边炸弹袭击，随后越共向幸存者开火，造成2人死亡，10人受伤。
- 5月15日：12名来自普罗维登斯修会的修女正沿着国道1号前往西贡。他们的巴士在西宁市附近被越共的部署的有轨电车挡住去路。其中一名修女因不满越共的行为抗议后被杀，
- 7月26日：Rmah Pok和Yet Nic Bounrit两名越南高地民族国会议员在大叻市附近被越共枪杀。当时他们正在前往一处安置村，与他们同行的还有一名教师也被越共枪杀。
- 9月20日：1000名越共士兵袭击了福成省的省会福永，士兵洗劫并烧毁了政府大楼，还将行政人员斩首示众。他们在撤离前仅控制了城市24小时。
- 12月13日：来自崑嵩Konkala教区的法国牧师Bonnet神父在Ngok Rongei教区拜访居民时被越共杀害。
- 12月20日：日本政府为南越提供电力支援建设的多任水电站的日本工程师S. Fukai在一个路障处被拦下时遭到越共绑架后失踪。

### 1962年
- 1月1日：63岁的南越劳工领袖Le Van Thieu在边和市附近自己的橡胶种植园中被越共用砍刀砍死。
- 1月2日：Pham Van Hai和Nguyen Van Thach2名南越技术人员参与政府支持的抗疟疾项目中，在距西贡以南12英里(19公里)处被越共用砍刀砍死。
- 2月20日：越共向芹苴市附近的村落舞台投掷了4枚手榴弹，直接造成现场24名妇女和儿童死亡。总共伤亡人数达到108人。
- 4月8日：越共在安洲村附近外处决了两名受伤的美国战俘。两名战俘死时均双手被绑，脸部中弹，原因是他们跟不上撤退俘虏的行进步伐。
- 5月19日：西贡一家名为“Aterbea”的餐厅遭到越共手榴弹袭击，现场造成一名德国马戏团经理和德国大使馆文化专员受伤。
- 5月20日：一枚炸弹在美军驻地西贡Hung Dao酒店前爆炸，造成街上8名越南人和3名美国人受伤。
- 6月12日：越共袭击了安江省黎池附近的一辆民用客车，造成5名男女死亡。
- 10月20日：一名越共向西贡市中心的节日人群投掷了一枚手榴弹，造成6人死亡，其中包括2名儿童，38人受伤。
- 11月4日：越共向芹苴市一条小巷内投掷手榴弹，当场炸死一名美国军人和两名越南儿童，还造成一名越南儿童严重受伤。

### 1963年
- 1月25日：越共在归仁市附近炸毁了一列客运列车，造成8名乘客死亡，15人受伤。
- 3月4日：美国新教传教士Elwood Forreston和菲律宾人Gaspart Makil在西贡和大叻之间的越共路障被枪杀。 Makil的双胞胎婴儿被枪击受伤。
- 3月16日：越共向西贡的一户美国人住宅投掷了一枚手榴弹，炸死一名法国商人，炸伤四人。
- 4月3日：在安江省龍川附近的一所私立学校举行的一场文艺演出中，越共向演出现场投掷两枚手榴弹，造成一名教师和另外两名成人死亡。

### 1966年
- 12月7日：制憲議員陳文文在前往國會的途中被越共暗殺。